# Lukačevci
Lukačevci este o localitate din comuna Moravske Toplice, Slovenia, cu o populație de 54 de locuitori.